# Island of the Blessed
『Island of the Blessed』（アイランド・オブ・ザ・ブレスト）は、日本のバンド　ボサノバカサノバが1996年7月24日にリリースした4枚目のアルバムである。

## 収録曲
1. アンティーク・ラヴ
2. 夢の中まで
3. 夏のリビエラ〜Summer Night In Riviera〜
4. 街はAmusement Park
5. For Your Love
6. Healing Heaven
7. Route 246
8. Octopus BoulenVard -Instrumental-
9. 熱帯魚になりたい。
10. 見つめるだけでも
11. Chu Chu Chu